# Landtagswahlkreis Hannover-Nordwest
Der Wahlkreis Hannover-Nordwest war ein Wahlkreis zur Wahl des niedersächsischen Landtages. Er bildete sich 1974 aus dem Wahlkreis 2 Hannover-Nordstadt und umfasste zuletzt bis zur Landtagswahl 2008 die Stadt Hannover mit den Stadtteilen Burg, Hainholz, Isernhagen-Süd, Ledeburg, Leinhausen, Marienwerder, Nordhafen, Sahlkamp, Stöcken, Vahrenheide, Vinnhorst, Brink-Hafen und der nördliche Teil von Bothfeld (Bezirk Hartenbrakenstraße). 
Nach der Wahl 2003 erfolgte eine Neueinteilung der Landtagswahlkreise in Niedersachsen. Der Wahlkreis 33 wurde überwiegend dem vergrößerten Landtagswahlkreis 26 Hannover-Linden eingegliedert. Ausgegliedert wurden dabei die Stadtteile Isernhagen-Süd, Sahlkamp und der nördliche Teil von Bothfeld zum vergrößerten Landtagswahlkreises 25 Hannover-Buchholz.

## Landtagswahl 2003
Zur Landtagswahl in Niedersachsen 2003 traten im Wahlkreis Hannover-Nordwest fünf Kandidaten an. Direkt gewählter Abgeordneter war Kuno Winn (CDU).
| Partei                             | Direktkandidat  | Erststimmen | Zweitstimmen |
| ---------------------------------- | --------------- | ----------- | ------------ |
| CDU                                | Kuno Winn       | 47,3        | 43,0         |
| SPD                                | Rolf Wernstedt  | 42,2        | 37,6         |
| FDP                                | Michael J. Koop | 4,1         | 8,4          |
| Bündnis 90/Die Grünen              | Emine Yilmaz    | 4,6         | 7,5          |
| Partei Rechtsstaatlicher Offensive | Jürgen Alenberg | 1,8         | 1,5          |
| REP                                |                 |             | 0,6          |
| PDS                                |                 |             | 0,6          |
| Die Grauen                         |                 |             | 0,5          |
| PBC                                |                 |             | 0,2          |
| ödp                                |                 |             | 0,1          |

Die Wahlbeteiligung betrug 61,5 %.

## Wahlkreisabgeordnete
| Zeitraum  | Gewählter Direktkandidat | Partei |
| --------- | ------------------------ | ------ |
| 2003–2008 | Kuno Winn                | CDU    |
| 1974–2003 | Rolf Wernstedt           | SPD    |